# Junior Mance
Pour les articles homonymes, voir Mance.
Julian Clifford Mance, Jr. (connu sous le nom de Junior Mance, né le 10 octobre 1928 à Evanston, Illinois, et mort le 17 janvier 2021 à New York) est un pianiste de jazz et compositeur américain.

## Biographie

### Débuts (1928-1947)
Mance naît à Evanston, Illinois. Lorsqu'il a cinq ans, Mance commence à jouer sur un piano droit dans la maison de sa famille à Evanston. Son père, Julian, lui enseigne le piano stride et le boogie-woogie. Avec la permission de son père, Mance donne son premier concert professionnel à Chicago à l'âge de dix ans alors que son voisin du dessus, un saxophoniste, cherche un remplaçant pour un pianiste malade. Mance est appelé « Junior » dans sa famille (pour le différencier de son père), et ce surnom lui reste tout au long de sa carrière professionnelle.
La mère de Mance l'encourage à étudier la médecine à l'Université Northwestern voisine d'Evanston, mais accepte finalement de le laisser fréquenter le Roosevelt College à Chicago. Bien qu’elle l'exhorte à suivre des cours de « pré-médecine », Mance s'inscrit à des cours de musique, bien qu'ayant constaté que le jazz était interdit par la faculté et qu'il n'ait pas terminé l'année.

### Chicago et service militaire (1947–1953)
Il joue d'abord avec Gene Ammons à Chicago en 1947 alors qu'il est inscrit à Roosevelt. Il fait ses débuts d'enregistrement avec Ammons pour Aladdin Records et ils travaillent à New York pendant une semaine lorsque Mance est suspendu de l'école (après avoir été surpris en train de jouer du jazz dans une salle de pratique). En tournée, Lester Young vient voir Ammons jouer au Congo Lounge à Chicago en 1949. Le pianiste de Young, Bud Powell, ayant manqué son vol pour Chicago, Young demande à Mance de le remplacer, croyant que Mance est un remplaçant et non le pianiste régulier d'Ammons. S'étant vu proposer la place de Stan Getz dans le groupe de Woody Herman, Ammons est « ravi » de le laisser partir. Mance enregistre avec Young pour Savoy Records cette année-là, et rejoint Ammons pour enregistrer avec Sonny Stitt pour Prestige Records en 1950.
L'US Army appelle Mance sous les drapeaux en 1951. Deux semaines avant de quitter son camp d'antraînement pour la Corée, Julian "Cannonball" Adderley aide Mance à trouver une place dans la 36th Army Band à Fort Knox, Kentucky, où il reste comme secrétaire de la compagnie.
Libéré de l'armée en 1953, Mance commence immédiatement à travailler au Bee Hive Jazz Club à Chicago, complétant la section rythmique maison avec Israel Crosby à la basse et Buddy Smith  à la batterie. Durant son séjour au Bee Hive, Mance accompagne des musiciens tels que Charlie Parker, Coleman Hawkins, Eddie "Lockjaw" Davis et Sonny Stitt.

### New York (1953-1959)
Charlie Parker encourage Mance à déménager à New York, ce qu'il fait après avoir économisé de l'argent en travaillant près d'un an au Bee Hive. En 1954, on demande à Mance d'enregistrer avec Dinah Washington après le départ de Wynton Kelly. Mance tourne avec Dinah au cours des deux années suivantes et apprend la technique d'accompagnement de l'arrangeur de Washington, Jimmy Jones. EmArcy sort deux albums, Dinah Jams et Jam Session, d'une session live enregistrée du 14 au 15 août 1954 à Los Angeles avec Mance, Washington, Clifford Brown, Clark Terry, Maynard Ferguson, Herb Geller, Harold Land, Richie Powell, Keter Betts, George Morrow et Max Roach.
En 1956, Mance rejoint le premier groupe civil de Cannonball Adderley, avec Nat Adderley, Sam Jones et Jimmy Cobb. Ils font plusieurs enregistrements pour EmArcy / Mercury au cours des deux années suivantes. Dinah Washington embauche ce groupe pour la soutenir sur In the Land of Hi-Fi et Mance enregistre également des sessions avec Johnny Griffin, James Moody et Wilbur Ware pour Argo Records et Riverside pendant cette période.
Après que le groupe d'Adderley se soit séparé par manque de concerts, Adderley intègre le Miles Davis Sextet, tandis que Mance rejoint le groupe de Dizzy Gillespie, remplaçant à nouveau Wynton Kelly. Mance acccompagne Gillespie et Louis Armstrong lors d'une représentation télévisée de la chanson Umbrella Man sur CBS en janvier 1959.

### Début en tant que leader et carrière (1959-2020)
Le fondateur de Verve Records, Norman Granz, offre à Mance sa première date d'enregistrement en tant que leader lors d'une de ses sessions avec Dizzy Gillespie. Granz installe Mance avec le bassiste Ray Brown et le batteur de Gillespie Lex Humphries complète le trio, qui enregistre ensemble en avril 1959. Son premier disque, Junior, sort chez Verve plus tard cette année-là. S'ensuit un calendrier chargé. Mance enregistre six albums pour Jazzland / Riverside au début des années 1960 et rejoint le quintette d'Eddie "Lockjaw" Davis et Johnny Griffin qui sort sept albums avec Mance pendant 1960–1961.
Mance enregistre pour les grands labels Capitol (1964–1965) et Atlantic (1966–1970), y-compris une date avec Mance au clavecin (Harlem Lullaby, 1966) et un album fusion (With a Lotta Help from My Friends, 1970).  Lors d'une session d'enregistrement avec Benny Carter pour la bande originale du film A Man Called Adam en 1965, Carter et Mance assistent aux trois sets d'une performance d'Ornette Coleman au Five Spot Café. Mance cite l'ouverture d'esprit de Carter comme une inspiration pour ses propres explorations stylistiques. Hansen House publie son livre How to Play Blues Piano en juin 1967.
Junior Mance continue d'enregistrer et de se produire pendant les trois décennies suivantes, mais à un rythme moins intense. Il fait plusieurs enregistrements en duo avec le bassiste Martin Rivera et deux enregistrements de piano solo pour le label canadien Sackville Records, Junior Mance Special et Jubilation. Il enseigne également à la New School for Jazz and Contemporary Music pendant 23 ans, comptant Brad Mehldau et Larry Goldings parmi ses étudiants avant de prendre sa retraite en 2011.
De 1990 à 2009, Mance fait partie d'un groupe appelé 100 Gold Fingers qui tourne au Japon tous les deux ans. La formation tournante de tous les pianistes vedettes comprend Toshiko Akiyoshi, Monty Alexander, Geri Allen, Lynne Arriale, Kenny Barron, Joanne Brackeen, Ray Bryant, Bill Charlap, Cyrus Chestnut, Gerald Clayton, João Donato, Tommy Flanagan, Don Friedman, Benny Green, Barry Harris, Gene Harris, Hank Jones, Duke Jordan, Roger Kellaway, John Lewis, Harold Mabern, Dave McKenna, Marian McPartland, Mulgrew Miller, Dado Moroni, Hod O'Brien, Eric Reed, Ted Rosenthal, Renee Rosnes, Mal Waldron, Cedar Walton, James Williams et Chihiro Yamanaka, avec le bassiste Bob Cranshaw et Alan Dawson ou Grady Tate à la batterie.
Mance et sa femme Gloria fondent leur propre maison de disques JunGlo en 2007. Leur premier album, Live At Café Loup met en vedette Mance dans un trio avec Hidé Tanaka à la basse et Jackie Williams à la batterie, avec le chanteur invité José James. Le batteur Kim Garey succède ensuite Williams, avec l'ajout des saxophonistes Ryan Anselmi et Andrew Hadro. Mance fait une tournée aux États-Unis, en Italie, au Japon et en Israël en 2013 accompagné de Tanaka et du violoniste Michi Fuji (un ancien élève de la New School de Mance). Ce Mance trio tient résidence le dimanche soir au Café Loup jusqu'à sa retraite au printemps 2016.

## Discographie

### En tant que leader
- Junior (Verve, 1959)
- The Soulful Piano of Junior Mance (Jazzland, 1960)
- Big Chief! (Jazzland, 1961)
- The Soul of Hollywood (Jazzland, 1962)
- Junior's Blues (Riverside, 1962)
- Happy Time (Jazzland, 1962)
- Get Ready, Set, Jump!!! (Capitol Records, 1964)
- Straight Ahead (Capitol, 1964)
- That's Where It's At (Capitol, 1965)
- The Good Life (TUBA, 1965)
- Harlem Lullaby (Atlantic Records, 1966)
- I Believe to My Soul (Atlantic, 1966)
- With a Lotta Help From My Friends (Atlantic, 1970)
- That Lovin' Feelin' (Milestone, 1972)
- The Junior Mance Touch (Polydor, 1973)
- Holy Mama (East Wind Records, 1976)
- Deep (JSP, 1980)
- The Tender Touch of Junior Mance & Martin Rivera Duo (Nilva Records, 1983)
- For Dancers Only (Sackville, 1983)
- Truckin' and Trackin'  (Bee Hive Records, 1983)
- Junior Mance Special (Sackville, 1986)
- Here 'Tis (Sackville, 1992)
- Blue Mance (Chiaroscuro Records, 1994)
- Softly as in a Morning Sunrise (Enja Records, 1994)
- Milestones (Sackville, 1997)
- Yesterdays (M&I, 2000)
- Groovin' Blues (M&I, 2001)
- On the Road (Trio, 2002)
- Blues Ballads And 'A' Train (Trio, 2003)
- Soul Eyes (M&I, 2004)
- The Shadow of Your Smile (Pony Canyon, 2006)
- Ballads (M&I, 2006)
- Groovin' With Junior (Sackville, 2008)
- Blue Minor (Mojo, 2008)
- For My Fans...It's All About You (Kickstarter, 2015)

### Albums live
- Junior Mance Trio at the Village Vanguard (Jazzland, 1961)
- Live at the Top of the Gate (Atlantic, 1968)
- Live at Sweet Basil (Flying Disk, 1977)
- At Town Hall, Vol. 1 (Enja, 1995)
- At Town Hall, Vol. 2 (Enja, 1995)
- Jubilation (Sackville, 1996) recorded in 1994
- Live at the 1995 Floating Jazz Festival (Chiaroscuro, 1996)
- Live at the 1996 Floating Jazz Festival (Chiaroscuro, 1997)
- Live at the 1997 Floating Jazz Festival (Chiaroscuro, 1998)
- Live at the 1998 Floating Jazz Festival (Chiaroscuro, 1999)
- Mance (Chiaroscuro, 2000)
- Opus de Funk (Absord, 2003) recorded in 1991
- The Music of Thelonious Monk (Chiaroscuro, 2003) recorded in 2000
- First: Live at 3361 Black (Tokuma, 2006)
- Second: Live at 3361 Black (Tokuma, 2006)
- Live at Cafe Loup (JunGlo, 2007)
- Out South (JunGlo, 2010)
- Letter From Home (JunGlo, 2011)
- The Three of Us (JunGlo, 2012)

### En tant que sideman
Avec Cannonball Adderley
- In the Land of Hi-Fi with Julian Cannonball Adderley (EmArcy Records, 1956)
- Sophisticated Swing (EmArcy, 1957)
- Cannonball's Sharpshooters (EmArcy, 1958)

Avec Nat Adderley
- To the Ivy League from Nat (EmArcy, 1956)
- Little Big Horn (Riverside, 1963)

Avec Gene Ammons
- 1947–1949 (Classics, 2002) September–December 1947 and February 1949 sessions for Aladdin and Mercury
- All Star Sessions (Prestige, 1950-55 [1956])
- The Boss Is Back! (Prestige, 1969)
- Brother Jug! (Prestige, 1969)
- Together Again for the Last Time (Prestige, 1973 [1976]) - avec Sonny Stitt

Avec Ernie Andrews
- No Regrets (Muse, 1992)

Avec Art Blakey
- Hard Drive (Bethlehem, 1957)

Avec Clifford Brown
- Jam Session (EmArcy, 1954)

Avec Benny Carter
- A Man Called Adam (Original Soundtrack) (Reprise, 1966)

Avec Jimmy Cleveland
- A Map of Jimmy Cleveland (Mercury, 1959)

Avec Arnett Cobb
- Keep on Pushin'  (Bee Hive, 1984)

Avec Ray Crawford
- Smooth Groove (Candid, 1988) recorded 1961

Avec Harry "Sweets" Edison
- Live at the Iridium (Telarc International Corporation, 1997)

Avec Aretha Franklin
- Soul '69 (Atlantic, 1969)

Avec Dizzy Gillespie
- The Ebullient Mr. Gillespie (Verve, 1959)
- Have Trumpet, Will Excite! (Verve, 1959)
- To Diz with Love (Telarc, 1992)

Avec Paul Gonsalves
- Jazz School (EmArcy, 1956)

Avec Virgil Gonsalves
- Jazz at Monterey (Omega, 1959)

Avec Dexter Gordon
- Dexter Gordon with Junior Mance at Montreux (Prestige, 1970)

Avec Joe Gordon
- Introducing Joe Gordon (EmArcy, 1954)

Avec Bennie Green
- Glidin' Along (Jazzland, 1961)

Avec Al Grey
- Centerpiece: Live at the Blue Note Jazz Club (Telarc, 1995)

Avec Johnny Griffin
- Johnny Griffin (Argo, 1956 [1958])
- Tough Tenors (Jazzland, 1960) - with Eddie "Lockjaw" Davis
- Griff & Lock (Jazzland, 1960) - with Eddie "Lockjaw" Davis
- The First Set (Prestige, 1961) - with Eddie "Lockjaw" Davis
- The Tenor Scene (Prestige, 1961) - with Eddie "Lockjaw" Davis
- The Late Show (Prestige, 1961) - with Eddie "Lockjaw" Davis
- The Midnight Show (Prestige, 1961) - avec Eddie "Lockjaw" Davis
- Lookin' at Monk! (Jazzland, 1961) - avec Eddie "Lockjaw" Davis

Avec Buddy Guy
- Buddy & the Juniors (MCA Records, 1970)

Avec Red Holloway
- Standing Room Only (Chiaroscuro, 2000)

Avec José James
- The Dreamer (Brownswood Recordings, 2008)

Avec Eddie Jefferson
- Letter From Home (Riverside, 1962)

Avec Etta Jones
- Etta Jones Sings (Roulette Records, 1965)

Avec Irene Kral
- Better Than Anything (Äva Records, 1963)

Avec Jay Leonhart
- Great Duets (Chiaroscuro, 1999)

Avec Howard McGhee
- The Sharp Edge (Fontana Records, 1961)

Avec The Metronomes
- Something Big (Jazzland, 1962)

Avec James Moody
- Last Train from Overbrook (Argo, 1958)

Avec Wild Bill Moore
- Wild Bill's Beat (Jazzland, 1961)

Avec Barbara Morrison
- Live at the Dakota, Volume 2 (Dakota Live, 2005)

Avec Sandy Mosse
- Relaxin' with Sandy Mosse (Argo, 1959)

Avec Leo Parker
- 1947–1950 (Classic, 2002) 78 rpm singles recorded for Savoy October 4, 1947

Avec Ken Peplowski
- Illuminations (Concord Jazz, 1991)

Avec Billie Poole
- Confessin' the Blues (Riverside, 1963)

Avec Bernard "Pretty" Purdie
- Soul to Jazz II (Act, 1997)

Avec Alvin Queen
- Glidin' and Stridin'  (Nilva, 1981)

Avec Jimmy Scott
- The Source (Atlantic, 1969)
- Dream (Sire, 1994)

Avec Arnold Sterling
- Here's Brother Sterling (Jam, 1982)

Avec Sonny Stitt
- Kaleidoscope (Prestige, 1950-51 [1957])
- Stitt's Bits (Prestige, 1950 [1958])
- The Matadors Meet the Bull (Roulette, 1965)
- The Last Stitt Sessions, Vol. 1 (Muse, 1982)

Avec Clark Terry
- Everything's Mellow (Prestige Records, 1961)
- One on One (Chesky Records, 2000)

Avec Frank Vignola
- Appel Direct (Concord Jazz, 1993)

Avec Wilbur Ware
- The Chicago Sound (Riverside, 1957)

Avec Dinah Washington
- After Hours with Miss "D" (EmArcy, 1954)
- Dinah Jams (EmArcy, 1954)
- In the Land of Hi-Fi (EmArcy, 1956)

Avec Ben Webster
- Live at Pio's (Enja, 1963)

Avec Joe Williams
- At Newport '63 (RCA, 1963)
- Me and the Blues (RCA, 1964)
- Havin' a Good Time (Hyena, 2005) recorded live 1964

Avec Marion Williams
- The New Message (Atlantic, 1969)

Avec Leo Wright
- Blues Shout (Atlantic, 1960)

Avec Lester Young
- The Immortal Lester Young - Blue Lester (Savoy Records, 1949)